# Умершие в феврале 1942 года
Это список известных людей, соответствующих установленным критериям значимости (см. Википедия:Критерии значимости персоналий), умерших в феврале 1942 года.
Причина смерти указывается лишь в исключительных случаях (убийство, самоубийство, гибель в результате военных действий, смертная казнь, ДТП или несчастные случаи). В остальных случаях — не указывается.

## 1 февраля
- Иоанникий (Попов) (58) — священнослужитель Русской православной церкви, епископ Рыбинский. Умер от рака желудка.

## 2 февраля
- Астахов, Георгий Александрович (45) — советский дипломатический деятель, умер в ИТЛ.
- Бирк, Адо (58) — эстонский государственный деятель, дипломат, умер в советском лагере.
- Махмасталь, Иоганн Адамович — советский дипломатический курьер.
- Хармс, Даниил Иванович (36) — русский писатель и поэт. Репрессирован. Умер в психиатрической больнице.
- Чулков, Иван Денисович — Герой Советского Союза.

## 3 февраля
- Леджинов, Церен Леджинович — калмыцкий поэт, переводчик, автор первой одноактной калмыцкой оперы; скончался после продолжительной болезни.
- Франковский, Адриан Антонович — советский переводчик.
- Фролов, Владимир Александрович (67—68) — русский художник-мозаичист; умер от голода в блокадном Ленинграде.

## 5 февраля
- Епифанова, Васса Иосифовна — живописец.
- Карев, Алексей Еремеевич (62) — российский советский живописец, график и педагог, внёсший существенный вклад в формирование ленинградской школы пейзажной живописи. Умер от голода в блокадном Ленинграде.
- Михаил Коротков (36) — майор Рабоче-крестьянской Красной Армии, участник Великой Отечественной войны, Герой Советского Союза.

## 6 февраля
- Лишневский, Александр Львович — российский и советский архитектор. Умер в эвакуации в Ярославле.
- Соотс, Яан (61) — эстонский военный и государственный деятель, погиб в советском лагере.
- Стрелец, Филипп Евдокимович — лейтенант, командир партизанского отряда в брянских лесах. Герой Советского Союза (посмертно). Погиб в бою.
- Церетелли, Николай Михайлович (51) — советский актёр и режиссёр.

## 7 февраля
- Андреев, Василий Яковлевич — основатель первого в мире музея цирка и эстрады (1928), Герой Труда. Репрессирован, умер в советском лагере.
- Билибин, Иван Яковлевич (65) — русский художник, книжный иллюстратор и театральный оформитель, умер от голода в блокадном Ленинграде.
- Гиппиус, Василий Васильевич (51) — российский и советский поэт и переводчик. Умер в блокадном Ленинграде.
- Годовиков, Алексей Николаевич (28) — советский лётчик, Герой Советского Союза (посмертно). Погиб в бою.
- Нерыхлевский, Войцех — блаженный Римско-католической церкви, священник, монах, мученик. Казнён в Освенциме.
- Пьетри, Дорандо (56) — итальянский легкоатлет, известный своей драматической победой и последующей дисквалификацией на марафоне Летних Олимпийских игр 1908 года.
- Стругацкий, Натан Залманович — советский искусствовед, библиограф, иконограф. Умер при эвакуации из блокадного Ленинграда.
- Шаповаленко, Семён Тихонович (28) — Герой Советского Союза
- Шапошников, Владимир Григорьевич (36) — советский астроном, участник Великой Отечественной войны. Погиб в бою.

## 8 февраля
- Витин, Владимир Карпович (26) — политрук Рабоче-крестьянской Красной Армии, участник Польского похода РККА, советско-финской и Великой Отечественной войн, Герой Советского Союза (посмертно). Погиб в бою.
- Горобец, Степан Христофорович (28) — советский офицер, в годы Великой Отечественной войны командир танка 21-го танкового полка 21-й танковой бригады 30-й армии Калининского фронта, Герой Советского Союза (посмертно) (1942), младший лейтенант. Погиб в бою.
- Зиданшек, Милош (32) — югославский словенский партизан, деятель антифашистского движения в Словении, участник Народно-освободительной войны Югославии. Народный герой Югославии (посмертно). Погиб в бою.
- Майоров, Николай Петрович — советский поэт. Погиб на фронте Великой Отечественной войны.
- Мещеряков, Иван Иванович (33) — советский офицер, гвардии капитан, лётчик-истребитель, участник Великой Отечественной войны, командир эскадрильи 5-го гвардейского авиационного полка, Герой Советского Союза (посмертно). Погиб в бою.
- Рацко, Юрий Фёдорович — пионер-герой.
- Семёнов-Тян-Шанский, Вениамин Петрович (71) — русский и советский географ, автор фундаментальных работ по районированию, городскому и сельскому расселению. Сын Петра Семёнова Тян-Шанского Умер в блокадном Ленинграде.
- Тодт, Фриц (50) — государственный и политический деятель Германии, основатель Организации Тодта, рейхсминистр вооружения и боеприпасов (1940—1942), обергруппенфюрер СА. Погиб в авиационной катастрофе.

## 9 февраля
- Албатс, Херманис (62) — латышский юрист и политик, Министр иностранных дел (1925—1926). Репрессирован Умер в советском лагере.
- Аттолико, Бернардо (62) — итальянский дипломат, заместитель Генерального секретаря Лиги Наций (1922—1927), посол Италии в СССР (1930—1935), посол Италии в Германии (1935—1939).
- Биншток, Михаил Львович (70) — российский журналист и литератор. Умер в блокадном Ленинграде.
- Бубликов, Николай Евлампиевич (70) — российский советский живописец, маринист. Умер в блокадном Ленинграде.
- Лоскутов, Степан Петрович — командир стрелкового взвода 857-го стрелкового полка 294-й стрелковой дивизии 8-й армии Ленинградского фронта, старший сержант, снайпер. Герой Советского Союза. Умер на фронте от ран, полученных в бою.
- Реландер, Лаури Кристиан (58) — второй президент Финляндии. (1925—1931). Инфаркт.
- Ридный, Степан Григорьевич (24) — Герой Советского Союза.

## 10 февраля
- Гончаров, Николай Фёдорович (41) — советский ботаник, специалист по бобовым и норичниковым растениям. Умер в блокадном Ленинграде.
- Макаров, Сергей Васильевич — лейтенант, командир звена 180-го истребительного авиационного полка 46-й смешанной авиационной дивизии Калининского фронта, Герой Советского Союза (посмертно). Погиб в бою.
- Петрококкинос, Деметриос (63) — греческий теннисист, серебряный призёр летних Олимпийских игр 1896.
- Рчеулов, Борис Александрович (52) — советский изобретатель, военный инженер, военинженер 3-го ранга.
- Тохтаров, Тулеген (20) — участник Великой Отечественной войны, автоматчик 23-го гвардейского стрелкового полка 8-й гвардейской стрелковой дивизии 3-й ударной армии Калининского фронта, гвардии красноармеец, Герой Советского Союза (посмертно). Погиб в бою.
- Тырса, Николай Андреевич (54) — русский живописец, график, специалист прикладного искусства и педагог, представитель ленинградской школы пейзажной живописи. Один из создателей ленинградской школы книжной графики. Умер после эвакуации из блокадного Ленинграда.
- Шаумян, Рафаэль Михайлович (48) — советский лингвист. Скончался при эвакуации из блокадного Ленинграда.

## 11 февраля
- Латри, Михаил Пелопидович (66) — живописец, художник по керамике, представитель киммерийской школы живописи. Умер в Париже.
- Мифсуд, Уго Паскуале (52) — мальтийский государственный деятель, премьер-министр Мальты (1924—1927 и 1932—1933).

## 12 февраля
- Вуд, Грант (50) — американский художник, автор картины «Американская готика».
- Штерн, Авраам (Яир) — еврейский поэт и сионистский деятель. Основатель и руководитель подпольной организации «ЛЕХИ».

## 13 февраля
- Гендриков, Пётр Васильевич (58) — российский государственный деятель, последний Орловский губернатор (1916—1917).
- Евсеев, Дмитрий Гаврилович (49) — российский революционер, руководитель продовольственного отдела Петроградского Военно-революционного комитета (1917), член коллегии и заведующий инструкторским отделом ВЧК (1918). Умер в эвакуации в Ташкенте.
- Климов, Фёдор Петрович — советский боксёр, неоднократный призёр чемпионатов СССР, мастер спорта СССР, участник Великой Отечественной войны, погиб на фронте.
- Кулишер, Александр Михайлович — российский публицист, юрист, правовед, общественный деятель; профессор, скончался в нацистском лагере.
- Песоа, Эпитасиу (76) — бразильский государственный деятель, адвокат и прокурор, одиннадцатый президент Бразилии (1919—1922).
- Фомин, Николай Никитович — участник Великой Отечественной войны, заместитель командира танковой роты, Герой Советского Союза (посмертно). Погиб в бою.
- Франковский, Адриан Антонович — русский переводчик.
- Николай Шупусь-сьынни (52) — чувашский писатель, поэт, литературный переводчик. Репрессирован. Реабилитирован посмертно.

## 14 февраля
- Аллен, Гловер Моррилл (63) — американский зоолог.
- Кротов, Маркс (14) — советский пионер-герой.
- Кузьмин, Матвей Кузьмич (83) — русский крестьянин, самый пожилой обладатель звания Герой Советского Союза (посмертно). Убит немецкими оккупантами.
- Пачоский, Иосиф Конрадович (77) — русский и польский ботаник и энтомолог. Умер от сердечного приступа, узнав о смерти сына в гестапо.
- Циммерман, Николай Владимирович (51) — советский астроном. Умер в блокадном Ленинграде.

## 15 февраля
- Зубарев, Александр Гордеевич (25) — учитель географии, первый секретарь Харьковского подпольного обкома комсомола. Герой Советского Союза (посмертно). Расстрелян немецкими оккупантами.
- Иванов, Пётр Павлович (63) — советский эмбриолог, профессор (1918). Умер после эвакуации из блокадного Ленинграда.
- Мершин, Павел Михайлович (44) — советский кинооператор, изобретатель в области цветной кинематографии. Погиб на фронте.
- Петров, Сергей Порфирьевич (52) — советский партийный деятель, 1-й секретарь Чувашского обкома партии (1926—1937). Репрессирован, умер в советском лагере, реабилитирован посмертно.

## 16 февраля
- Иннокентий (Усов) (72) — предстоятель зарубежной части Русской православной старообрядческой церкви с титулом — митрополи́т Белокрини́цкий и все́х христиа́н, в расе́янии су́щих. Проповедник и духовный писатель.
- Фомин, Фёдор Фролович (27) — Герой Советского Союза.

## 17 февраля
- Червяков, Евгений Вениаминович (42) — российский, советский кинорежиссёр, актёр, сценарист; командир Красной армии, погибший при обороне Ленинграда.
- Шапошников, Владимир Григорьевич (36) — советский астроном. Погиб в бою.

## 18 февраля
- Кречетович, Виталий Иванович (40) — советский ботаник. Умер в блокадном Ленинграде.
- Полосухин, Виктор Иванович (37) — — советский офицер, полковник, командир 32-й Краснознаменной Саратовской стрелковой дивизии. Погиб в бою.

## 19 февраля
- Зале, Карлис (53) — российский, советский и латвийский скульптор.
- Мазуркевич, Владимир Александрович (70) — русский поэт, прозаик, драматург. Умер от голода в блокадном Ленинграде.
- Чарыков, Михаил Павлович (22) — Герой Советского Союза.
- Фёдоров, Василий Фёдорович (48) — — российский советский живописец, график и педагог, член Ленинградского Союза советских художников. Умер в блокадном Ленинграде.

## 20 февраля
- Альвинг, Арсений (56) — русский поэт, прозаик, переводчик.
- Варлаам (Ряшенцев) (63) — епископ Православной Российской Церкви; с 1927 года архиепископ Пермский. Репрессирован. Умер в тюрьме.
- Суттер, Луи (70) — швейцарский живописец и график.
- Тодорович, Бошко — член Генштаба сухопутных войск Королевства Югославия, командир штаба Восточного командования Боснии и Герцеговины отряда четников югославской армии во Второй мировой войне. Казнён партизанами.
- Хамад ибн Иса аль-Халифа (хаким) — 9-й властитель (хаким) Бахрейна (1932—1942) из династии аль-Халифа.
- Яхич, Фадил (31) — югославский боснийский партизан, участник Гражданской войны в Испании и Народно-освободительной войны Югославии. Народный герой Югославии (посмертно). Погиб в бою с четниками.

## 21 февраля
- Багазий, Владимир Пантелеймонович (39—40) — украинский политический деятель, бургомистр Киева во время немецкой оккупации (1941—1942); расстрелян немецкими оккупантами.
- Гитлер, Хайнц (21) — племянник Адольфа Гитлера; умер в советском плену.
- Майков, Владимир Владимирович (78) — российский и советский археограф, палеограф, библиограф, член-корреспондент Академии наук СССР; умер в блокадном Ленинграде.
- Рогач, Иван Андреевич (28—29) — журналист, закарпатский общественный деятель, член ОУН; казнён немецкими оккупантами.
- Сухотин, Алексей Михайлович (53) — российский лингвист и переводчик; умер от инсульта в Кирове.
- Телига, Елена Ивановна (35) — украинская поэтесса и литературный критик; казнена немецкими оккупантами.

## 22 февраля
- Левин, Абрам Исаакович (23) — участник Великой Отечественной войны, стрелок 879-го (по другим данным — 881-го) стрелкового полка (158-я стрелковая дивизия, 22-я армия), красноармеец. Закрыл своим телом амбразуру пулемёта.
- Моравский, Сергей Павлович — российский и советский учёный, педагогический деятель.
- Мороз, Василий Константинович (41) — — советский военачальник, генерал-майор, участник Великой Отечественной войны, командир 236-й стрелковой дивизии. Расстрелян по приговору военного трибунала.
- Никифор (Никольский) — священнослужитель Русской православной церкви, архиепископ Калининский.
- Профитлих, Эдуард (51) — апостольский администратор Эстонии (1931—1942). Репрессирован. Умер в советской тюрьме.
- Самохин, Константин Михайлович (26) — советский офицер, участник Великой Отечественной войны, танковый ас. Погиб в бою.
- Стефан Цвейг (60) — австрийский писатель, критик, автор множества новелл и беллетризованных биографий; вместе с женой принял смертельную дозу снотворного.

## 23 февраля
- Михаил Афанасьев — лётчик-бомбардировщик, участвовал в Советско-финляндской и Великой Отечественной войне.
- Вайцеховский, Михаил Емельянович (45) — гвардии полковник, командир Воронежского добровольческого коммунистического полка. Погиб в бою.
- Васильев, Сергей Николаевич — мичман морской пехоты, участник Великой Отечественной войны, Герой Советского Союза (посмертно), погиб в бою.
- Вильде, Борис (33) — русский поэт, лингвист и этнограф, участник Движения Сопротивления во Франции. Расстрелян немецкими оккупантами.
- Гольцев, Николай Дмитриевич — советский военачальник, генерал-майор танковых войск (1940), участник Гражданской и Великой Отечественной войн. В 1941 году попал в плен, бежал из него, арестован и расстрелян органами НКВД. Посмертно реабилитирован.
- Гусев, Константин Михайлович — советский военный деятель, заместитель начальника Главного управления военно-воздушных сил Красной Армии, командующий военно-воздушными силами Дальневосточного фронта, генерал-лейтенант авиации (1941). Расстрелян органами НКВД. Реабилитирован посмертно.
- Де Лазари, Александр Николаевич (61) — подполковник генштаба Российской империи. Расстрелян органами НКВД.
- Клёнов, Пётр Семёнович (47) — советский военачальник, генерал-лейтенант (1940). В начале Великой Отечественной войны начальник штаба Северо-Западного фронта. Расстрелян органами НКВД. Реабилитирован посмертно.
- Левашев, Алексей Фёдорович — советский военачальник, участник Великой Отечественной войны, командир 4-го воздушно-десантного корпуса, генерал-майор. Погиб на фронте при высадке десанта.
- Левицкий, Анатолий Николаевич — французский антрополог из числа русских эмигрантов, один из основателей Движения Сопротивления во Франции. Расстрелян немецкими оккупантами.
- Мегер, Павел Власович — судовой кок парохода ледокольного типа «Георгий Седов». Герой Советского Союза (1940). Участник Великой Отечественной войны. Погиб в бою.
- Почтенный, Алексей Петрович — российский советский живописец и график. Умер при эвакуации из блокадного Ленинграда.
- Птухин, Евгений Саввич (39) — генерал-лейтенант авиации, участник Гражданской войны в Испании, командующий ВВС Ленинградского военного округа (1938—1939). Начальник Главного управления ПВО РККА (1941), командующий ВВС Киевского особого военного округа (1941). В качестве начальника ВВС Северо-Западного фронта участвовал в Зимней войне. Герой Советского Союза. Расстрелян органами НКВД.
- Сергеев, Иван Павлович — советский государственный и военный деятель, комдив. Первый народный комиссар боеприпасов СССР (1939—1941). Расстрелян органами НКВД.
- Тальковский, Александр Александрович — советский военачальник, комдив. Расстрелян органами НКВД.
- Таюрский, Андрей Иванович — лётчик-истребитель, генерал-майор авиации (1940), заместитель командующего Военно-воздушными силами Западного Особого военного округа в начале Великой Отечественной войны, командующий ВВС Западного фронта. Расстрелян органами НКВД. Реабилитирован посмертно.
- Толстов, Георгий Алексеевич - зам. наркома, начальник Главснаба Наркомата боеприпасов. Расстрелян органами НКВД в Саратове 23 февраля 1942 в составе группы руководителей Красной Армии и правительства. Реабилитирован посмертно.
- Трубецкой, Николай Иустинович — советский военачальник, генерал-лейтенант технических войск (1940), профессор Академии Генштаба, начальник Центрального управления военных сообщений (ЦУПВОСО) (1939—1941). Расстрелян органами НКВД.
- Филин, Александр Иванович (39) — советский лётчик-испытатель, генерал-майор авиации; расстрелян органами НКВД.
- Шахт, Эрнст Генрихович (37) — генерал-майор авиации, Герой Советского Союза, расстрелян органами НКВД.

## 24 февраля
- Дрекслер, Антон (57) — основатель и 1-й Председатель НСДАП.
- Лапшин, Николай Фёдорович (54) — русский живописец, график, педагог, книжный иллюстратор, член Ленинградского Союза художников, театральный художник, автор статей по вопросам искусства. Один из представителей ленинградской школы пейзажной живописи. Погиб в блокадном Ленинграде.

## 25 февраля
- Кондратюк, Юрий Васильевич (44) — украинский советский ученый, один из основоположников космонавтики. Участник Великой Отечественной войны. Погиб в бою.
- Савинов, Александр Иванович (60) — русский советский живописец и педагог, член Ленинградского Союза советских художников. Отец художника Глеба Савинова. Умер в блокадном Ленинграде.
- Трайкович, Йован (34) — югославский служащий, партизан времён Народно-освободительной войны. Погиб в бою с усташами.

## 26 февраля
- Багрицкий, Всеволод Эдуардович — советский поэт, погиб на фронте при налёте немецкой авиации
- Боджани, Томмазо Пио (79) — итальянский кардинал, канцлер Римско-католической церкви (1933—1942)
- Григорий Моисеенко — политработник РККА, политрук, Герой Советского Союза.

## 27 февраля
- Бельгард, Алексей Валерианович (80) — русский государственный деятель, эстляндский губернатор (1902—1905), сенатор. Умер в эмиграции.
- Волженин, Владимир Моисеевич (55) — советский поэт-песенник. Умер после эвакуации из блокадного Ленинграда.
- Земятченский, Пётр Андреевич (85) — русский и советский минералог и почвовед, один из основоположников научного изучения глины. Умер от истощения в блокадном Ленинграде.

## 28 февраля
- Доорман, Карел Виллем Фредерик Мари (52) — нидерландский контр-адмирал, командующий ост-индийским флотом Нидерландов (1940—1942). Погиб в морском сражении с японским флотом.
- Козмин, Николай Кирович (68) — российский и советский историк литературы, член-корреспондент Академии наук СССР. Умер в блокадном Ленинграде.
- Иосиф Фердинанд Тосканский (69) — австрийский эрцгерцог, военачальник, генерал-полковник, командующий 4-й армией (1914—1916)
- Трояновский, Станислав Тимофей (33) — блаженный Римско-католической церкви, монах из ордена францисканцев, мученик. Умер в Освенциме от голода и побоев.

## Без точной даты
- Маркин, Сергей Иванович (38) — советский художник. Был тяжело ранен в боях под Москвой.